# Fort pancerny główny 52 ½ „Skotniki” N i S
Forty 52 ½ N i S Skotniki – dwa niemalże bliźniacze forty należące do Twierdzy Kraków. Oznaczone są literami N (niem. Nord) – północ i S (niem. Süd) – południe. Powstały w latach 1897–1898. Położone są w VIII sektorze obronnym. Forty ryglowały jedyny dogodny wśród okolicznych bagien, dostęp do miasta od strony Tyńca i Skawiny. Obiekty dzieli 150–200 m.
Forty znajdują się po dwóch stronach ul. Kozienickiej w krakowskich Skotnikach. Fort 52 ½ N jest dostępny do zwiedzania. Mieści się w nim Centrum Dokumentacji Zsyłek, Wypędzeń i Przesiedleń w Krakowie.  Fort 52 ½ S jest dzierżawiony przez Fundację Pełną Życia, która podjęła się jego rewitalizacji. Fort jest jednym z niewielu, w których zachowały się oryginalne kopuły pancerne.